# 裏化縣
裏化縣是清代康定府所屬的一個縣，光緒三十二年裏塘宣撫司改流置，光緒三十四年，升裏化縣為裏化廳。